# 少司馬茲
少司马兹（前6世纪？—前482年），名兹，春秋时期吴国官员，官至少司马。
前482年，黄池之会，吴王夫差和晋国争夺霸主，得知越国攻击吴国后方。夫差故意在半夜向晋国耀兵，向晋国施压，少司馬茲是耀兵的参与者。晋国赵简子派董褐司马寅责问，夫差自称作为周朝宗室之长讨伐戎狄楚秦，董褐將還，夫差吩咐左部军吏：让少司馬茲與王士五人，坐在吴王面前。六人一起向前，在董褐面前自刎，来酬谢晋国。